# Dom Rodrigo
Dom Rodrigo, auch Dom-Rodrigo geschrieben, ist eine traditionelle Süßigkeit aus der Stadt Lagos in der portugiesischen Region Algarve.

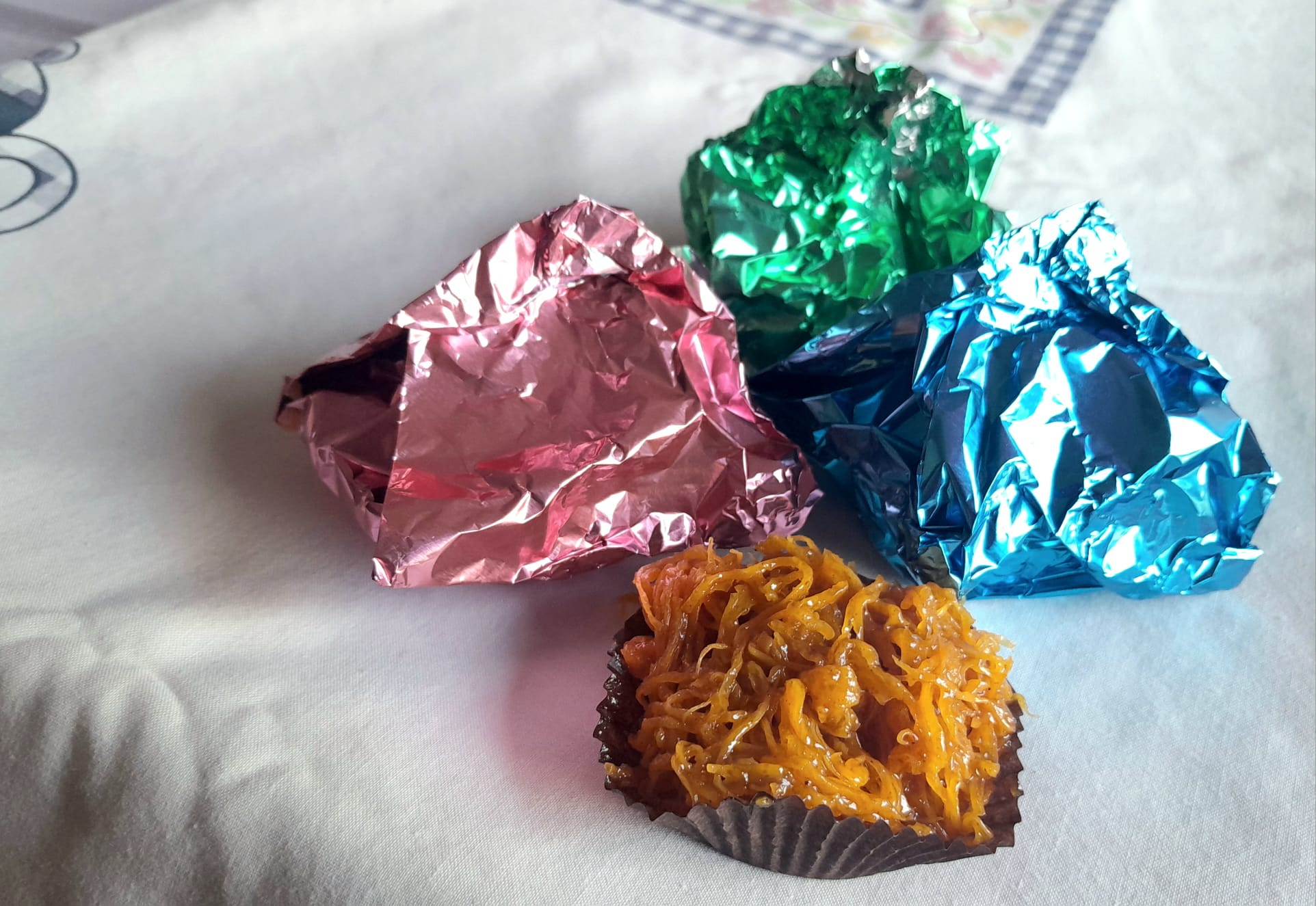
Dom Rodrigo

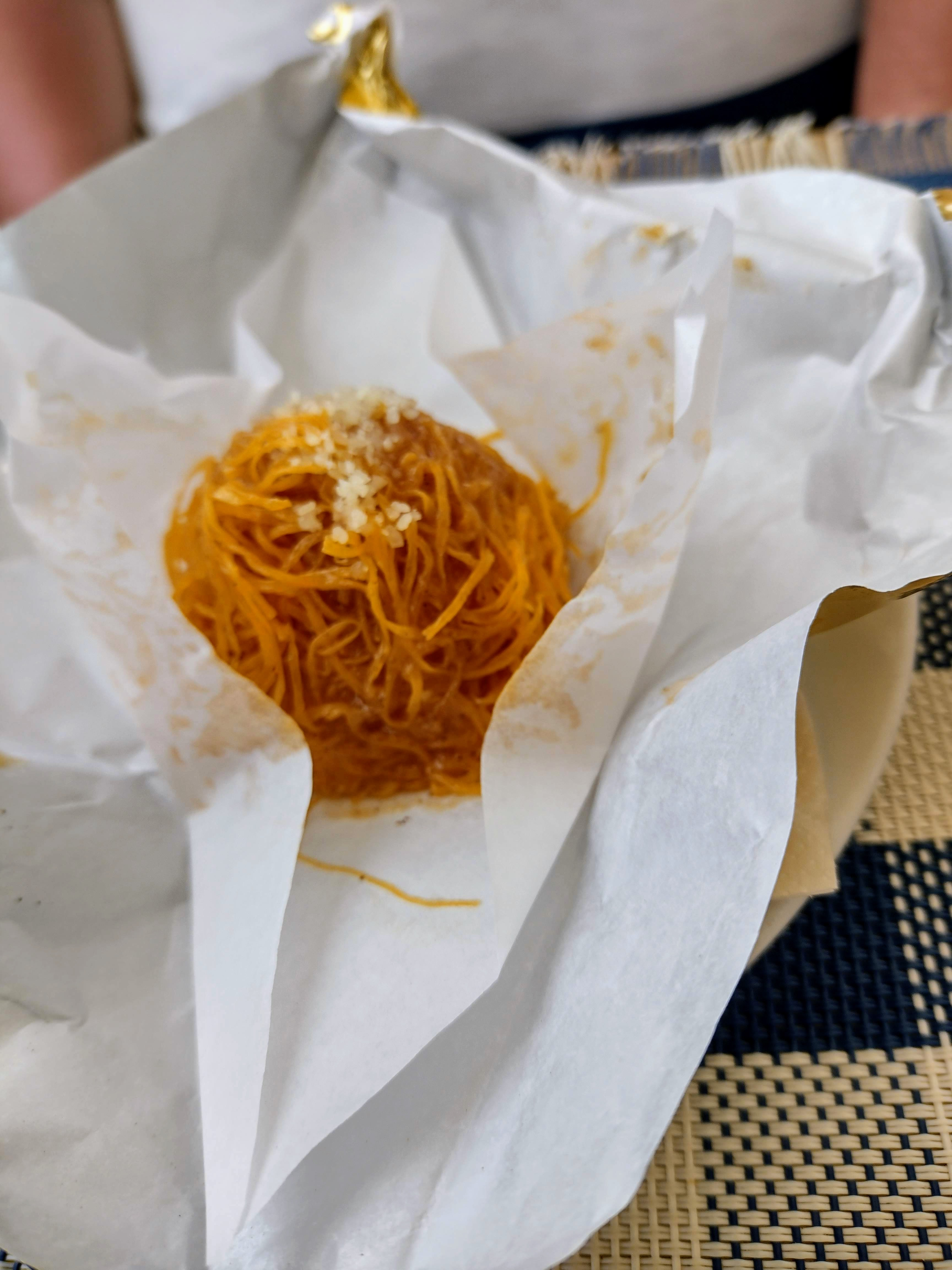
Dom Rodrigo aus der Folie ausgepackt

## Beschreibung
„Dom Rodrigo“ ist eine der bekanntesten Süßigkeiten an der Algarve und ein Beispiel für eine Küche mit endogenen Produkten aus der Region, insbesondere Mandeln, deren Kerne hier verwendet werden. Die anderen Zutaten sind Engelshaar, Eigelb, Wasser, Zucker und Zimt.
Was die Aufmachung betrifft, wurden „Dom Rodrigo“-Süßigkeiten im Laufe ihrer Geschichte auf drei Arten serviert: in Form von Bonbons, in Porzellan- oder Glasschalen, zum Essen mit einem Löffel und eingewickelt in metallischem Papier in Silber- oder Farbtönen. Diese letzte Aufmachung ist die häufigste. Eine der Hauptveranstaltungen, an denen „Dom Rodrigo“ beteiligt ist, ist die „Arte Doce“, die jährlich vom Stadtrat von Lagos organisiert wird.

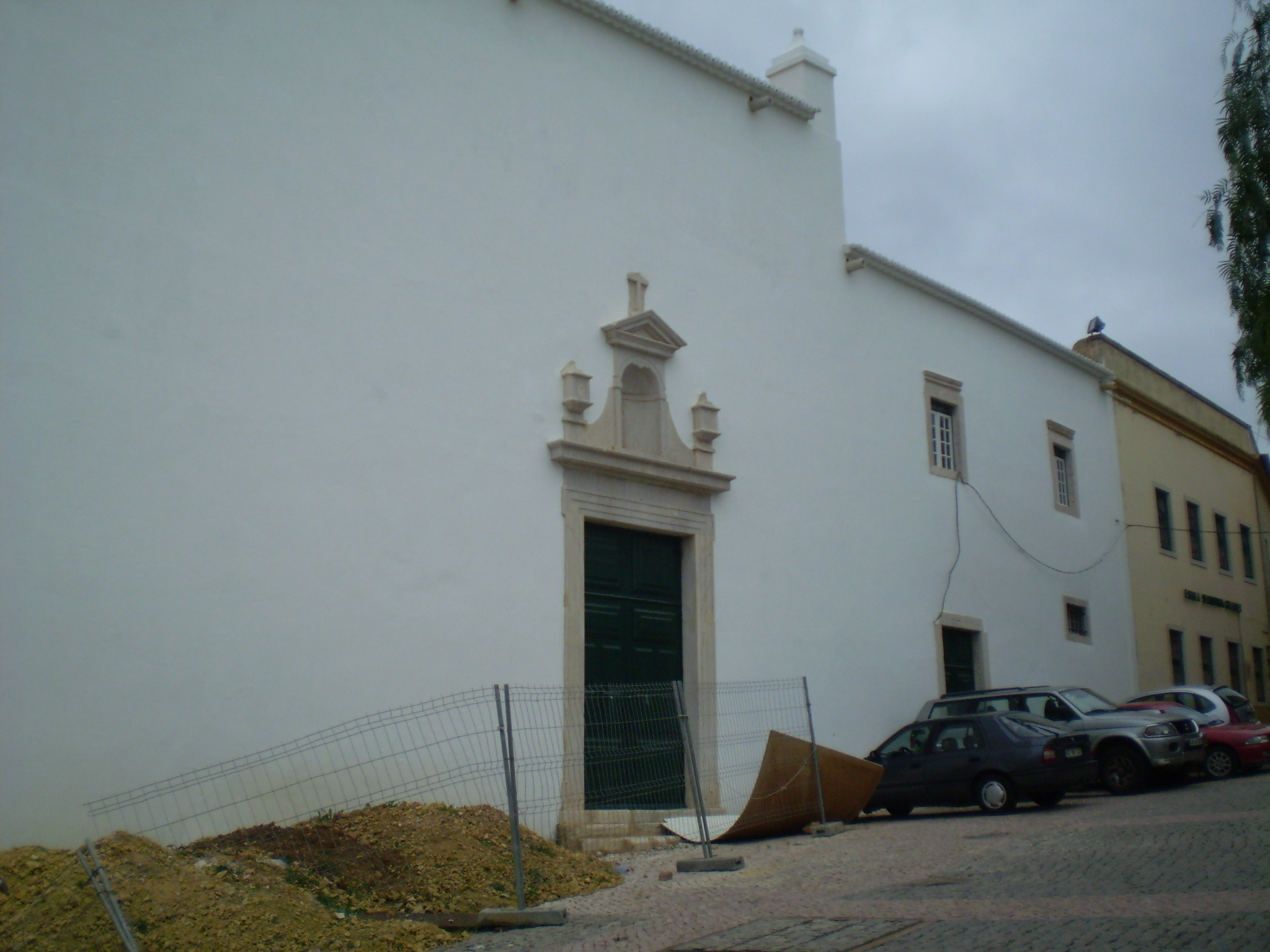
Eingang der Kirche des Klosters de Nossa Senhora do Carmo in Lagos

## Geschichte
Der süße „Dom Rodrigo“ stammt wahrscheinlich aus dem Kloster de Nossa Senhora do Carmo in Lagos (Unsere Liebe Frau auf dem Berge Karmel), wobei die landläufige Überlieferung besagt, dass er hergestellt wurde, um dem Gouverneur und Kapitän-General der Algarve, Dom Rodrigo de Menezes, von dem die Süßigkeit ihren Namen erhielt, eine Freude zu machen. In der ersten Hälfte des 20. Jahrhunderts begann das Haus Taquelim Gonçalves, das älteste regionale Süßwarenlokal in Lagos, „Dom Rodrigo“ in Aluminiumfolie einzuwickeln, zunächst in Silber und dann in anderen Tönen, um ihn für Käufer noch attraktiver zu machen.
Diese Süßigkeit ist eines der traditionellen Rezepte von Lagos und gilt aufgrund ihres Alters als Teil des kulturellen Erbes der Stadt, weshalb sie Gegenstand einer Reihe von Initiativen des Stadtrats von Lagos zu ihrer Erhaltung war.
Bei der Arte Doce-Ausgabe 2019 war die Hauptattraktion ein riesiger „Dom Rodrigo“ mit einem Gewicht von 125,4 kg, der von einem Juror des Guinness World Records Verbands als der größte der Welt eingestuft wurde. Die Kreation dieser riesigen Süßigkeit wurde von der Gemeinde Lagos gefördert und von lokalen Köchen drei Tage lang auf dem Gelände der Escola EB 2,3 Tecnopolis de Lagos hergestellt. Verwendet wurden 372 ganze Eier, 2940 Eigelb, 229 kg Zucker, 18 kg Mandelkerne, 45 l Wasser und 360 g Zimt.
Eine weitere Initiative der Gemeinde zur Förderung von „Dom Rodrigo“ war seine Teilnahme am Wettbewerb 7 Maravilhas Doces de Portugal (deutsch 7 süße Wunder Portugals) in einer Sendung der Rádio e Televisão de Portugal. Der Stadtrat von Lagos versuchte auch, die Süßigkeit durch die Schaffung eines Qualitätssiegels zu zertifizieren, eine Maßnahme, die bereits ergriffen wurde an anderen Orten des Landes, wie es bei den Ovos Moles und Pastel de Tentúgal der Fall war, die als „Geschützte geografische Angabe“ eingestuft wurden.